# Lion-en-Sullias
Lion-en-Sullias là một xã trong tỉnh Loiret, vùng Centre-Val de Loire bắc trung bộ nước Pháp. Xã này nằm ở khu vực có độ cao từ 113-152 mét trên mực nước biển.